# Peter Sarnak
Peter Clive Sarnak (Johannesburg, 18 dicembre 1953) è un matematico sudafricano.

## Biografia
Allievo di Paul Cohen, è stato professore di Matematica all'Università di Princeton e dal 2002 è editore degli Annals of Mathematics. È membro permanente dell'Institute for Advanced Study di Princeton.
Nel 2014, viene insignito del Premio Wolf per la matematica per i suoi studi in teoria dei numeri, analisi e combinatoria. Nel 2019 ha vinto la Medaglia Sylvester.